# Consolata Betrone
Sor Maria Consolata Betrone, nascida Pierina Betrone, Saluzzo, 6 de abril de 1903 — Moncalieri 18 de julho de 1943) foi uma religiosa italiana e mística capuchinha da Ordem das Clarissas Capuchinhas.
É considerada por muitos como a sucessora de Santa Teresa de Lisieux e a quem Jesus terá ensinado directamente, segundo as memórias do Padre Lorenzo Sales (ver bibliografia abaixo citada), confessor da religiosa, a jaculatória perpétua para salvação das almas (fórmula do acto incessante de amor):"Jesus, Maria,amo-Vos: salvai almas!" e a invocação perpétua do Santo Nome.
Para o metafísico suíço Frithjof Schuon, a mensagem de Consolata Betrone apresenta uma importância central na nossa época, na medida em que conecta a via da infância espiritual de Santa Teresinha (o pequenino caminho de amor) com a via invocatória (a fórmula prática, breve e completa para dar expressão aos impulsos de amor e de apostolado). Segundo o historiador das religiões brasileiro Mateus Soares de Azevedo, Consolata Betrone foi um dos luminares espirituais do século XX, juntamente com o Padre Pio de Pietrelcina, o sheikh Ahmad al-Alawi e o sábio indiano Shri Ramana Maharshi.
As mensagens que a Irmã Consolata Betrone recebeu de Jesus podem ser encontradas nos escritos deixados pelo Padre Lorenzo Sales.

## Processo Canónico
"A vida dos santos é para os outros norma de vida": com estas palavras, proferidas no Santuário de Maria Auxiliadora, em 8 de Fevereiro de 1995, o Arcebispo de Turim, Cardeal Giovanni Saldarini, deu início ao processo canónico para cinco causas de beatificação. Entre elas, encontrava-se a da Irmã Maria Consolata Betrone.
Em 23 de Abril de 1999, o Processo Informativo foi encerrado em Turim e enviada para Roma a Causa de Beatificação.
Em 6 de abril de 2019, o Papa Francisco autorizou a Congregação para as Causas dos Santos a promulgar o decreto reconhecendo as virtudes heróicas de Betrone, dando-lhe o título de Venerável. Vale ressaltar que 6 de abril também é a data de seu nascimento. 

## Oração
Oração, com aprovação eclesiástica, retirada do livro “O Coração de Jesus ao Mundo”, que inclui o “Tratado sobre o pequeníssimo caminho de amor”, do Pe Lorenzo Sales (Ed. Paulinas,  Portugal, 2003).
Pai de toda a misericórdia, suscitaste no meio de nós, a tua serva Irmã Maria Consolata Betrone, para difundir no mundo o incessante acto de amor ao teu Filho Jesus, no caminho simples da confiança e do amor.
Faz com que também nós, guiados pelo Espírito, sejamos ardentes testemunhas do teu amor e, na tua imensa bondade, concede-nos por sua intercessão as graças de que necessitamos.
Por Jesus Cristo, nosso Senhor.
Ámen.